# Senegal (reka)
Senegal (arabsko نَهر السنغَال, latinizirano: Nehr es-Sinigâl, francosko Fleuve Sénégal) je reka v Zahodni Afriki, ki izvira v Gvineji in teče proti zahodu do izliva v Atlantski ocean. V večjem delu toka (830 km) predstavlja državno mejo med Senegalom in Mavretanijo. Poleg Nigra je ena najpomembnejših rek v regiji. Porečje Senegala meri približno 300.000 km².
Pod imenom Senegal teče od kraja Bafoulabé v Maliju, kjer se združita povirna kraka Bafing in Bakoye, približno 1050 km do izliva. Bafing, Bakoye in še en povirni krak, reka Falémé, izvirajo na planoti Fouta Djallon v Gvineji. Od sotočja s Faléméjem na tromeji nato Senegal teče kot mejna reka med Senegalom in Mavretanijo v dolžini 830 km. Delta se razteza pod krajem Richard-Toll. Zajezena je z jezom Diama, da morska voda ne prodira gorvodno med sušnim obdobjem. Nad krajem Dagana se razteza rodovitna aluvialna ravnica, ki je najgosteje poseljeni del doline Senegala.